# 1920 en sport

Cet article présente les faits marquants de l'année 1920 en sport.

## Athlétisme
- 20 novembre : création de la Fédération française d'athlétisme.

## Automobile
- 31 mai : 500 miles d'Indianapolis.
- 24 octobre : Targa Florio.

## Baseball
- 5 janvier : les Yankees de New York recrutent Babe Ruth. Ruth devient le premier joueur à frapper 50 coups de circuit en une saison. Il établit le record des ligues majeures avec 54 HR.
- 17 août : Ray Chapman des Indians est tué par la balle lancée par Carl Mays des Yankees. Il devient le seul joueur tué lors d'un match de baseball professionnel.
- Les Indians de Cleveland remportent la Série mondiale face aux Robins de Brooklyn.

## Boxe
- 12 octobre : le Français Georges Carpentier devient champion du monde des mi-lourds en s'imposant par KO face à Battling Levinsky à Jersey City, New Jersey (États-Unis).

## Cyclisme
- Le Belge Paul Deman s’impose sur le Paris-Roubaix.
- Tour de France (27 juin - 25 juillet) : le Belge Philippe Thys s’impose devant ses compatriotes Hector Heusghem et Firmin Lambot.
  - Article détaillé : Tour de France 1920

## Football
- West Bromwich Albion champion d’Angleterre.
- 24 avril : Aston Villa remporte la Coupe d’Angleterre face à Huddersfield Town FC, 1-0
- Rangers champion d’Écosse.
- Kilmarnock remporte la Coupe d’Écosse face à Albion Rovers, 3-2.
- 2 mai : FC Barcelone remporte la Coupe d’Espagne face à l’Athletic Bilbao, 2-0.
- 9 mai : le CA Paris remporte la Coupe de France en s'imposant en finale face au Havre AC, 2-1. Le match a lieu au stade Bergeyre (Paris).
- 23 mai : BSC Young Boys remporte le Championnat de Suisse.
- FC Bruges champion de Belgique.
- 13 juin : Nuremberg champion d’Allemagne.
- 20 juin : Inter Milan champion d’Italie.
- 2 septembre : l'équipe de Belgique remporte le tournoi olympique.
- 3 octobre : l'équipe d'Uruguay remporte la Copa América.
- 4 octobre : création du Club africain (النادي الإفريقي, Club Africain, CA ou "L'efriki" selon l’usage tunisien).

- Article détaillé : 1920 en football

## Football américain
- 1er janvier : Harvard Crimson remporte le Rose Bowl Game face aux Oregon Ducks, 7-6. Avec 9 victoires et un match nul, Harvard hérite du titre national universitaire 1919.
- Akron Pros premier champion de la National Football League. Article détaillé : Saison NFL 1920.

## Football canadien
- Coupe Grey : Université de Toronto 16, Argonauts de Toronto 3.

## Golf
- Le Britannique George Ducan remporte le British Open.
- Le Britannique Edward Ray remporte l’US Open.
- L’Américain John Hutchinson remporte le tournoi de l’USPGA.
- L’Américain Walter Hagen remporte l'Open de France.

## Hippisme
- Pro Patria drivé par Th. Monsieur remporte le Prix d'Amérique à l'Hippodrome de Vincennes.
- Comrade monté par F Bullock remporte le Prix de l'Arc de Triomphe à l'Hippodrome de Longchamp.

## Hockey sur glace
- Les Sénateurs d'Ottawa remportent la Coupe Stanley.
- Coupe Magnus : Sporting Club de Lyon champion de France.
- HC Rosay Gstaad champion de Suisse (Ligue Internationale).
- HC Bellerive Vevey champion de Suisse (Ligue Nationale).
- Le Canada remporte les Jeux olympiques.

## Jeux olympiques
- Jeux olympiques à Anvers (Belgique) dont les compétitions se tiennent entre le 20 avril et le 12 septembre.
  - Article de fond: Jeux olympiques d'été de 1920.

## Joute nautique
- Sauveur Liparoti (dit l'esquimau) remporte le Grand Prix de la Saint-Louis à Cette.

## Rugby à XV
- 11 octobre : création de la Fédération française de rugby.

- Le Pays de Galles et l’Écosse remportent le Tournoi.
- Tarbes est champion de France.
- Le Gloucestershire champion d’Angleterre des comtés.
- Southland champion de Nouvelle-Zélande des provinces (Ranfurly Shield).
- Western Province champion d’Afrique du Sud des provinces (Currie Cup).

## Tennis
- Championnat de France :
  - Le Français André Gobert s’impose en simple hommes.
  - La Française Suzanne Lenglen s’impose en simple femmes.
- Tournoi de Wimbledon :
  - L’Américain Bill Tilden s’impose en simple hommes.
  - La Française Suzanne Lenglen s’impose en simple femmes.
- Championnat des États-Unis :
  - L’Américain Bill Tilden s’impose en simple hommes.
  - L’Américaine Molla Bjurstedt Mallory s’impose en simple femmes.
- Coupe Davis : États-Unis bat Australie : 5 - 0

## Naissances
- 6 janvier : Early Wynn, joueur de baseball américain. († 4 avril 1999).
- 1er février : Pierre Jonquères d'Oriola, cavalier français († 19 juillet 2011).
- 2 février : John Russell, cavalier américain.
- 6 février : Roger Rocher, dirigeant de football français, président de l'ASSE de 1961 à 1981. († 29 mars 1997).
- 25 mai : Arthur Wint, athlète jamaïquain. († 19 octobre 1992).
- 14 juillet : Wallace Distelmeyer, patineur artistique canadien. († 23 décembre 1999).
- 17 juillet :
  - Juan Antonio Samaranch, président du Comité international olympique de 1980 à 2001 († 21 avril 2010).
  - Rudolf Karpati, escrimeur (sabre) hongrois, champion olympique en individuel en 1956 et 1960 et par équipe en 1948, 1952, 1956 et 1960 († 1er février 1999).
- 11 septembre : Louis Junquas, joueur français de rugby à XV. († 23 mai 2002).
- 5 octobre : Jake Gaudaur, joueur canadien de football canadien. († 4 décembre 2007).
- 31 octobre : Fritz Walter, footballeur allemand. († 17 juin 2002).
- 9 décembre : Bruno Ruffo, pilote moto italien († 9 février 2007).